# Egor Teslenko
Egor Igorevič Teslenko (in russo Егор Игоревич Тесленко?; Krasnodar, 31 gennaio 2001) è un calciatore russo, difensore del Rubin.

## Carriera
Ha esordito in Prem'er-Liga il 14 marzo 2022 disputando con il Rubin l'incontro perso 1-2 contro il Rostov.

## Statistiche

### Presenze e reti nei club
Statistiche aggiornate al 9 aprile 2022.
| Stagione        | Squadra         | Campionato      | Campionato | Campionato | Coppe nazionali | Coppe nazionali | Coppe nazionali | Coppe continentali | Coppe continentali | Coppe continentali | Altre coppe | Altre coppe | Altre coppe | Totale | Totale |
| Stagione        | Squadra         | Comp            | Pres       | Reti       | Comp            | Pres            | Reti            | Comp               | Pres               | Reti               | Comp        | Pres        | Reti        | Pres   | Reti   |
| --------------- | --------------- | --------------- | ---------- | ---------- | --------------- | --------------- | --------------- | ------------------ | ------------------ | ------------------ | ----------- | ----------- | ----------- | ------ | ------ |
| 2017-2018       | Kuban'-2        | 2D              | 14         | 1          |                 | -               | -               |                    | -                  | -                  |             | -           | -           | 14     | 1      |
| lug. 2018       | Kuban'          | 1D              | 0          | 0          | CR              | 1               | 0               |                    | -                  | -                  |             | -           | -           | 1      | 0      |
| 2020-2021       | KAMAZ           | 2D              | 21         | 1          | CR              | 1               | 0               |                    | -                  | -                  |             | -           | -           | 22     | 1      |
| 2021-feb. 2022  | KAMAZ           | 1D              | 23         | 5          | CR              | 1               | 0               |                    | -                  | -                  |             | -           | -           | 24     | 5      |
| feb.-giu. 2022  | Rubin           | PL              | 4          | 0          | CR              | 0               | 0               |                    | -                  | -                  |             | -           | -           | 4      | 0      |
| Totale carriera | Totale carriera | Totale carriera | 62         | 7          |                 | 3               | 0               |                    | -                  | -                  |             | -           | -           | 70     | 7      |

## Palmarès

### Club

#### Competizioni nazionali
- Pervaja Liga: 1

Rubin: 2022-2023